# Sesamothamnus
Sesamothamnus é um género botânico pertencente à família Pedaliaceae.

## Sinonímia
Sigmatosiphon

## Espécies
| - Sesamothamnus benguellensis - Sesamothamnus busseanus - Sesamothamnus erlangeri - Sesamothamnus gurichii | - Sesamothamnus lugardii - Sesamothamnus rivae - Sesamothamnus seineri - Sesamothamnus smithii |